# Nathan Johnson
Pour les articles homonymes, voir Johnson.
Nathan Johnson est un compositeur américain de musique de film, né le 4 août 1976 à Washington, D.C. aux États-Unis.
Cousin du réalisateur Rian Johnson, il a composé la bande originale de la plupart de ses films.

## Filmographie

### Longs métrages
- 2005 : Brick de Rian Johnson
- 2007 : Blue State de Marshall Lewy
- 2008 : Une arnaque presque parfaite (The Brothers Bloom) de Rian Johnson
- 2011 : Et soudain, tout le monde me manque de Jennifer Devoldère
- 2012 : Looper de Rian Johnson
- 2013 : Don Jon de Joseph Gordon-Levitt
- 2014 : Young Ones de Jake Paltrow
- 2014 : Secret d'État (Kill the Messenger) de Michael Cuesta
- 2019 : À couteaux tirés (Knives Out) de Rian Johnson
- 2021 : Nightmare Alley de Guillermo del Toro
- 2022 : Glass Onion : Une histoire à couteaux tirés de Rian Johnson
- 2025 : Wake Up Dead Man: A Knives Out Mystery de Rian Johnson

### Séries télévisées
- 2021 : Mr. Corman
- 2023 : Poker Face

### Courts métrages
- 2010 : Morgan M. Morgansen's Date with Destiny
- 2010 : Morgan and Destiny's Eleventeenth Date: The Zeppelin Zoo

### Documentaires
- 2006 : Building 'Brick'
- 2013 : Sport in America: Our Defining Stories

### Jeu vidéo
- 2014 : Infamous: Second Son